# Бісерово (Афанасьєвський район)
Бісеро́во (рос. Бисерово) — село у складі Афанасьєвського району Кіровської області, Росія. Адміністративний центр Бісеровського сільського поселення.

## Населення
Населення становить 805 осіб (2010, 769 у 2002).
Національний склад станом на 2002 рік — росіяни 98 %.

## Історія
Існує 2 версії походження назви села. За однією з них назва походить від етноніму бесерм'яни, за іншою — від гідроніму Бісера. Поселення Нікольське виникло на початку 18 століття, у 1710—1712 роках тут була збудована дерев'яна Нікольська церква. З 1735 року село входило до складу Зюздінської волості, утвореної ще у кінці 16 століття. 1793 року у селі згоріла церква, через рік була збудована тимчасова дерев'яна церква Святого Миколая Чудотворця, а пізніше — нова кам'яна Воскресенська церква. Село було перейменовано в Зюздіно-Воскресенське. Поряд з Нікольським існував присілок Бісерова, який спочатку складався з окремих присілків, які мали назви Васеньови, Фадеєви та Борінці. 1802 року, після ліквідації Кайського повіту, село та присілок були передані до складу Глазовського повіту, село стало волосним центром.
1870 року у селі була відкрита земська Воскресенська змішана школа грамотності, з другої половини 1870-их років вона стала називатись Воскресенським народним училищем. Станом на 1882 рік у селі мешкало 2772 особи. 1893 року була відкрита церковно-парафіяльна школа. 1906 року за кошти Ф. Ф. Павленкова була відкрита Воскресенська народна бібліотека, з 1917 року вона називалась Бісеровської волосною, з 1999 року — Бісеровська районна бібліотека імені Ф. Ф. Павленкова. На початку 20 століття два населених пункти були об'єднані у село Бісерово, у ньому був відкритий фельдшерський пункт, 1926 року — дитячі ясла. 1930 року була закрита церква, 1932 року вона була повністю зруйнована. 1935 року село стає районним центром, 1955 року район був ліквідований і село повернулось до складу Зюздінського.